# Ходзьо Нобутокі
Ходзьо Нобутокі (*北条宣時, 1238 — 2 серпня 1323) — середньовічний японський державний діяч і поет періоду Камакура. Відомий також як Осараґі Нобутокі.

## Життєпис
Походив з самурайського роду Ходзьо. Син Хожзьо Томонао. Народився у 1238 році. Про молоді роки замало відомостей. У 1265 році поступив на службу до Хікіцуке (Вищої ради при сіккені для розгляду судових справ самураїв), очоливши один з її трибуналів. У 1277 році призначено очільником Хікіцуке.
1285 року брав участь у знищені клану Адаті. У 1287 року призначено ренсо (заступником сіккена). У 1290-ті роки перебував також на посадах кокусі провінцій Тотомі і Муцу. 1301 року пішов з усіх посад й став буддистським ченцем.
Помер Ходзьо Нобутокі у 1323 році. Його старший син Муненобу 1311 року став сіккеном.

## Творчість
Був автором віршів у жанрі вака, що увійшли до антологій «Сокусюй вака-сю», «Сін госен вака-сю», «Ґьокуйо вака-сю», «Сокугосюй вака-сю», «Фюга вака-сю», «Сінсендзай вака-сю», «Сінсюй вака-сю».